# Titan Rain
Als Titan Rain wird von der US-Regierung eine Folge von chinesischen Hackerangriffen bezeichnet, welche das Ziel hatten, an vertrauliche Informationen des US-Militärs bzw. der Rüstungsbetriebe zu kommen. 
Laut Spiegel zählt die Hackergruppe 20 Personen, nach Informationen der Times, die sich auf einen Sicherheitsexperten namens Shawn Carpenter beruft, gingen die Angreifer nach einem immer wiederkehrenden Muster vor. Sie drangen in die Server ein.
Im Jahr 2004 konnten über 79.000 Angriffe gezählt werden, davon waren 1300 Attacken erfolgreich. Die meisten Angriffe könnten zwar als geringes Risiko eingestuft werden, doch ist das Ausmaß der Schäden laut der Washington Post noch nicht festgestellt. Nach heise security wurden aus dem „Redstone-Arsenal, der Zentrale des Army Aviation and Missile Command, Daten über das Missionsplanungssystem für Hubschrauber der Army sowie das Flugplanprogramm Falconview 3.2 der Army und Air Force kopiert“.